# Robert Aitken (editor)
Robert Aitken (1734-1802) fue un editor en Filadelfia, nacido en Dalkeith, Escocia. Fue el primero en publicar una Biblia en el recientemente formado Estados Unidos.

## Carrera
Comenzó  su carrera como un vendedor de libros en Filadelfia en 1769 y 1771.  Luego comenzó la publicación de The Pennsylvania Magazine (La revista de Pennsylvania) en 1775, continuando hasta 1776. También imprimió copias del Nuevo Testamento en 1777, 1778, 1779, y 1781.

### Escasez de Biblias
Debido a la Guerra de Independencia de los Estados Unidos, Inglaterra cesó el envío a América de Biblias, lo que provocó que el 11 de septiembre de 1777 el Congreso Continental elevara una moción para que se instruyera al Comité de Comercio a que se comprase 20.000 Biblias de "Escocia, Holanda, o de donde sea". Esto, finalmente, no fue votado. Una segunda moción para importar Biblias fue hecha una resolución, pero fue pospuesta y luego no fue considerada.

### La Biblia de Aitken
El 21 de enero de 1781, Aitken solicitó al Congreso que certificara su versión de la Biblia, que él ya había impreso como precisa. EL congreso accedió a su petición de certificar su Biblia, como una forma de ayudar a la Industria Impresora estadounidense, pero negó su segunda petición de que su Biblia "fuera publicada bajo la Autoridad del Congreso", y que él fuera "comisionado, o de otra manera seleccionado para editar y vender Ediciones de las Sagradas Escrituras".
A pesar del apoyo del Congreso, de la interrupción de siete años de envíos de Biblias desde Inglaterra, y de estar casi un año sin competencia de las importaciones, la Biblia de Aitken fue un desastre comercial, terminando él con pérdidas de más de  £3,000 por las 10 000 biblias que imprimió. Su último intento de que el Congreso le comprara sus Biblias, para entregárselas a los soldados dados de baja, fue rechazada por el Congreso. Falleció en Filadelfia en 1802.